# Келлерман, Франсуа Кристоф
Франсуа́-Кристо́ф Келлерма́н, герцог де Вальми (фр. François-Christophe Kellermann, duc de Valmy; 28 мая 1735, Страсбург — 23 сентября 1820, Париж) — французский военачальник эпохи Революционных войн, герой битвы при Вальми, при Наполеоне I — почётный маршал Франции (1804). 
В эпоху Первой империи в боевых действиях не участвовал по причине преклонного возраста. Все ошибочные упоминания «маршала Келлермана» на полях сражений Наполеоновских войн в действительности относятся к его сыну — генералу Франсуа Этьену Келлемрану, дослужившемуся до должности командира кавалерийского корпуса.

## Биография

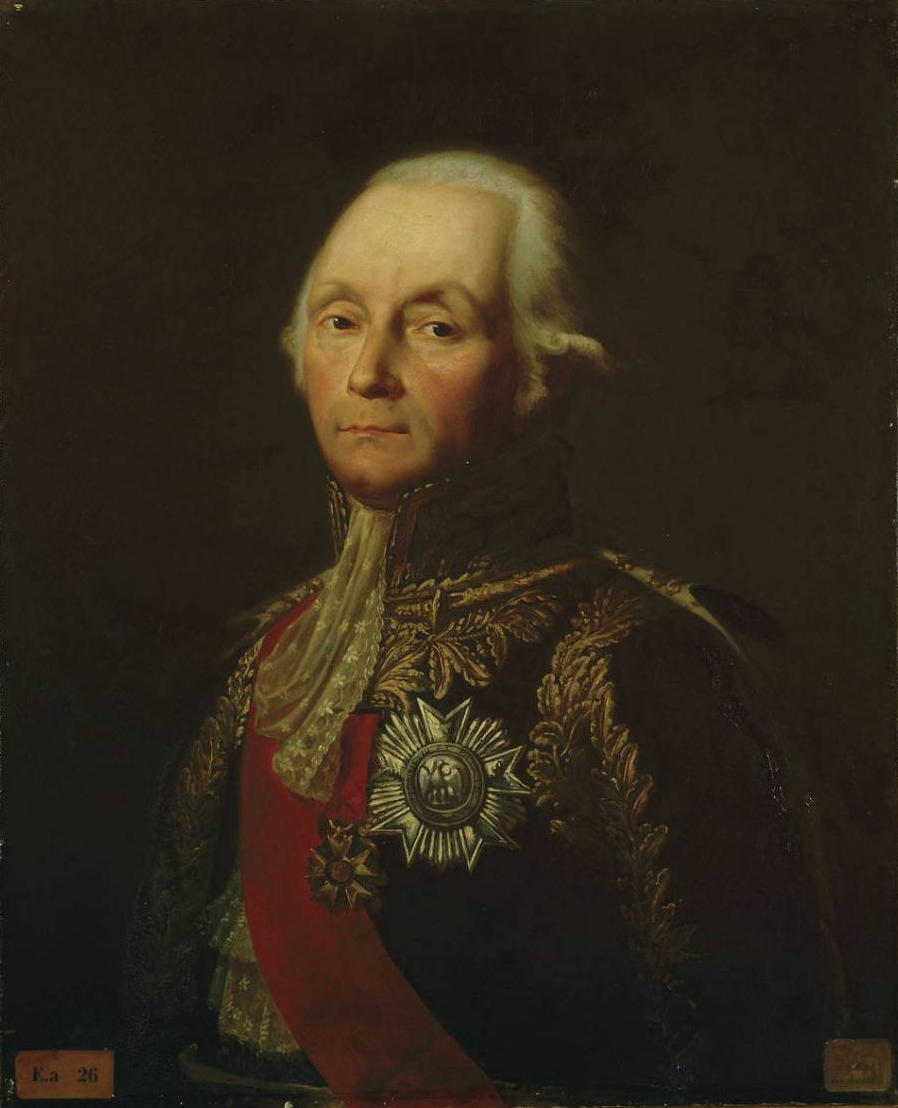
Портрет маршала Келлермана

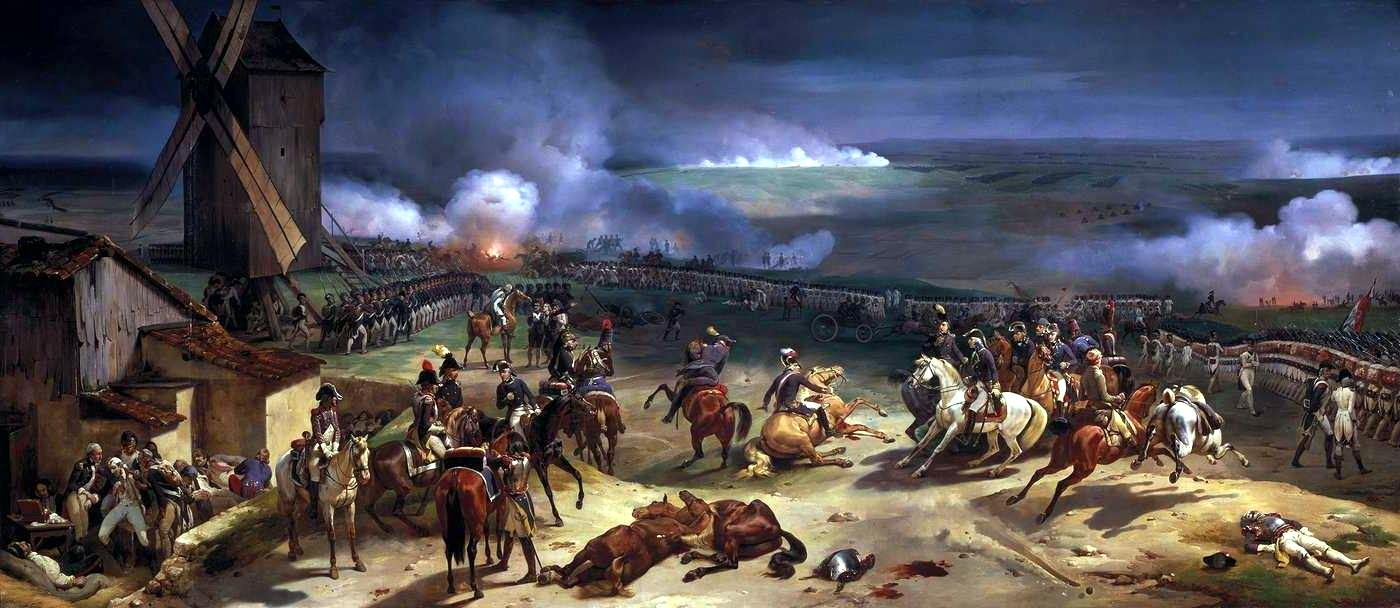
Сражение при Вальми. Худ. Орас Верне

Уроженец Страсбурга, немец по национальности. До конца жизни разговаривал по-французски с заметным немецким акцентом. В 1752 году был завербован во Французский гусарский полк, в 1788 году был уже генералом.
В 1792 году Келлерман, с увлечением примкнувший к революции, был назначен главнокомандующим Мозельской армией, соединился с Дюмурье и 20 сентября выдержал знаменитую канонаду у Вальми, устояв против превосходящих сил пруссаков. Обвинённый в том, что недостаточно энергично преследовал отступивших пруссаков, Келлерман был оправдан судом.
В мае 1793 года Келлерман встал во главе Альпийской армии. В августе — октябре 1793 года Келлерман командовал армией, осаждавшей Лион, восставший против якобинской диктатуры.
Вскоре после взятия Лиона Келлерман был обвинён в слишком мягком отношении к восставшим, был арестован, провёл в тюрьме 13 месяцев и только падение Робеспьера спасло Келлермана от гильотины.
Он снова получил командование двумя армиями — Альпийской и Итальянской, и в 1795 году с армией в 47 тыс. человек продержался против 150 тысяч австрийцев. Келлерман дал им 40 сражений, оставаясь почти всегда победителем, и помешал занять Прованс. После назначения в Италию Бонапарта Келлерман вернулся в Париж и получил пост инспектора кавалерии.
В 1801 году он был назначен президентом сената, в 1804 году получил звание маршала Франции и возведён в герцоги де Вальми. Он командовал резервными войсками во Франции.
В 1814 году он примкнул к Людовику XVIII, который сделал его пэром Франции.
Похоронен на кладбище Пер-Лашез.
В 1892 году Келлерману был поставлен в Вальми памятник.

## Семья
Сын маршала, Франсуа Этьен, стал видным кавалерийским генералом времён наполеоновских войн, а внук, Франсуа Кристоф Эдуард — дипломатом. Оба они унаследовали титул герцога де Вальми.

## Награды
- Орден Почётного легиона, большой крест
- Орден Святого Людовика, большой крест
- Орден Красного орла (Королевство Пруссия)
- Орден Пфальцского льва (Королевство Бавария)
- Рыцарский орден Золотого орла, большой крест (Королевство Вюртемберг)
- Орден Верности, большой крест (Великое герцогство Баден)
- Орден Людвига (Великое герцогство Гессен)

## Образ в кино
- «Наполеон: путь к вершине» (Франция, Италия, 1955) — актёр Жоэ Амман[фр.]